# Campylaspis macrophthalma
Campylaspis macrophthalma är en kräftdjursart som beskrevs av Sars 1878. Campylaspis macrophthalma ingår i släktet Campylaspis och familjen Nannastacidae. Inga underarter finns listade i Catalogue of Life.